# Alain Vande Putte
Alain Robert Anna Vande Putte is een Belgische artiest, componist en producent. Hij is getrouwd en heeft een dochter. Ze wonen in Sint-Martens-Latem. In 1986 won hij Humo's Rock Rally met The Peter Pan Band.
Vande Putte verzorgde tot 2025 de teksten voor zowat alle K3-nummers. Hoewel dit zijn bekendste project was, was en is hij actief in vele zijprojecten, zowel als singer-songwriter, als componist en als producent. Hij was onder meer ook producer voor enkele Eurosong For Kids deelnemers waaronder Jess 'n Emmy en hij schreef muziek voor Afi, Gene Thomas, Els de Schepper en verschillende musicals.
Hij maakte ook de Nederlandstalige tekst voor Linda's "Stop niet", een coverversie van ABBA's "Rock Me".